# Luboń
Pour les articles homonymes, voir Luboń (homonymie).
Luboń (prononciation : [ˈlubɔɲ], en allemand : Luban) est une ville de la Voïvodie de Grande-Pologne et du powiat de Poznań.
Elle est située à environ 7 kilomètres au sud du centre de Poznań, siège du powiat et capitale de la voïvodie de Grande-Pologne.
La ville constitue elle-même une gmina.
Elle s'étend sur 13,51 km2 et comptait 31 941 habitants en 2016.

## Géographie

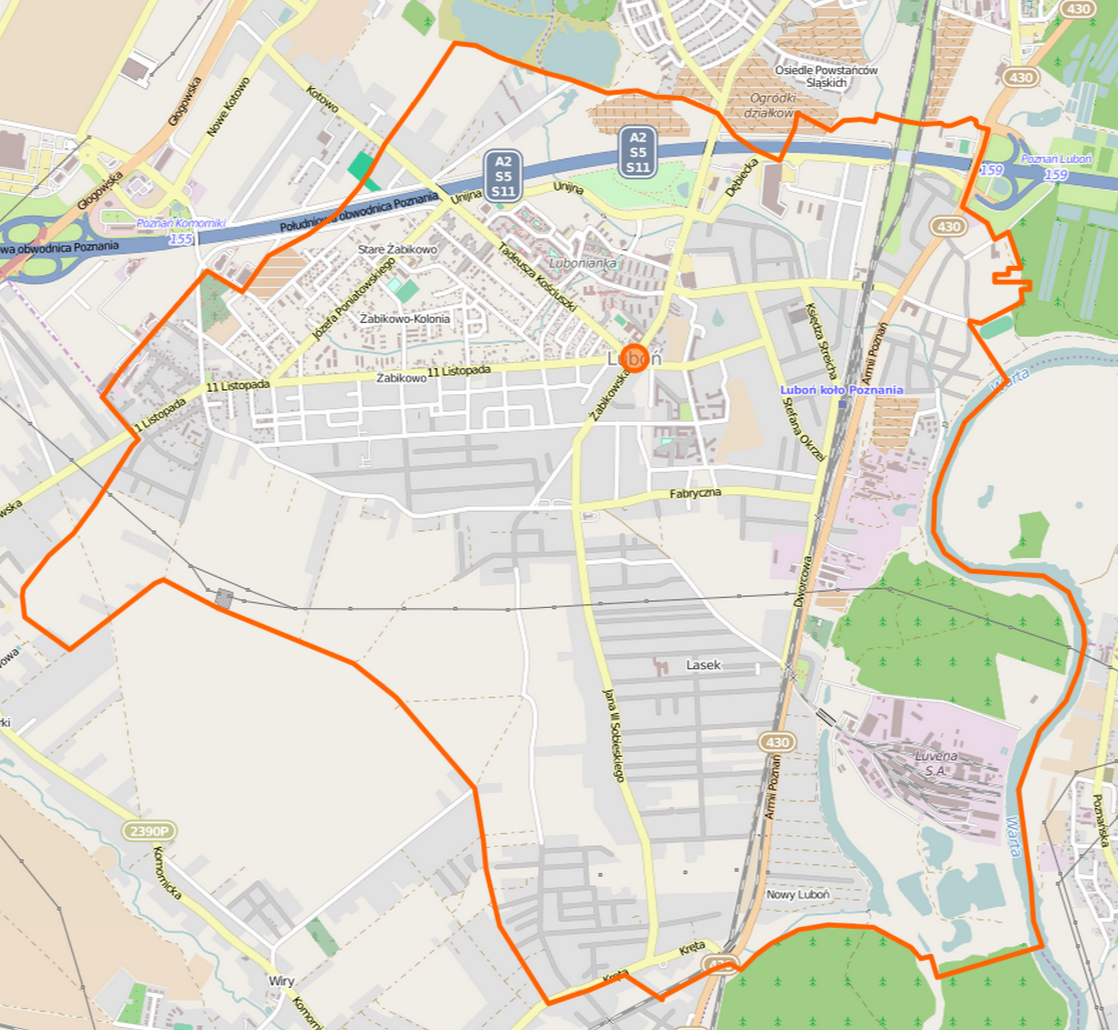
Plan de la ville.

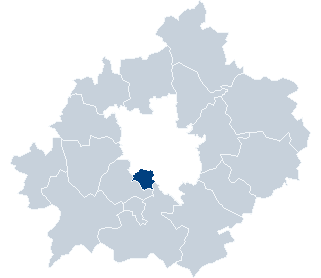
Position de la ville dans le powiat de Poznań.

Luboń est située au sud de Poznań, capitale régionale, en plein cœur de son agglomération. La Warta, affluent de l'Oder, passe à l'est de la ville. Au sud, on retrouve la forêt du parc national de Grande-Pologne.

### Structure du terrain
D'après les données de 2002, la superficie de la commune de Luboń est de 13,52 km², répartis comme tel :
- terres agricoles : 48 %
- forêts : 5 %

La commune représente 0,71 % de la superficie du powiat.

## Histoire
Luboń a obtenu ses droits de ville en 1954.

De 1954 à 1998, la ville faisait partie du territoire de la voïvodie de Poznań. Depuis 1999, la ville fait partie du territoire de la voïvodie de Grande-Pologne.

## Démographie
Données du 30 juin 2008 :
| Description        | Total  | Total | Femmes | Femmes | Hommes | Hommes |
| ------------------ | ------ | ----- | ------ | ------ | ------ | ------ |
| Unité              | Nombre | %     | Nombre | %      | Nombre | %      |
| population         | 28170  | 100   | 14761  | 52,4   | 13409  | 47,6   |
| Densité (hab./km²) | 2084   | 2084  | 1092   | 1092   | 992    | 992    |

## Lieux et monuments
- l'église sainte Barbara, construite en 1908 - 1912 ;
- l'église saint Jean Bosco, construite entre 1935 et 1939 ;

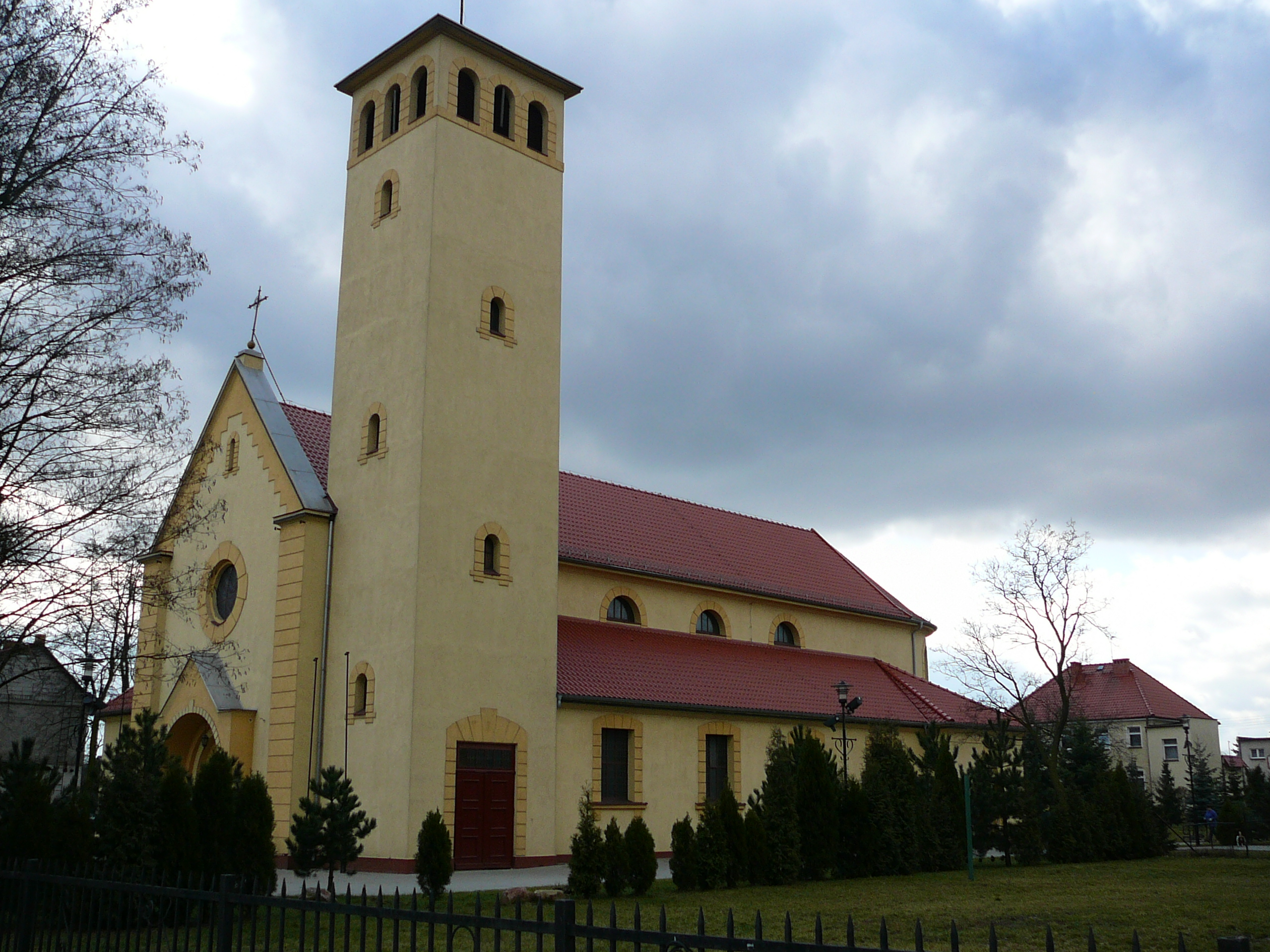
L'église saint Jean Bosco.
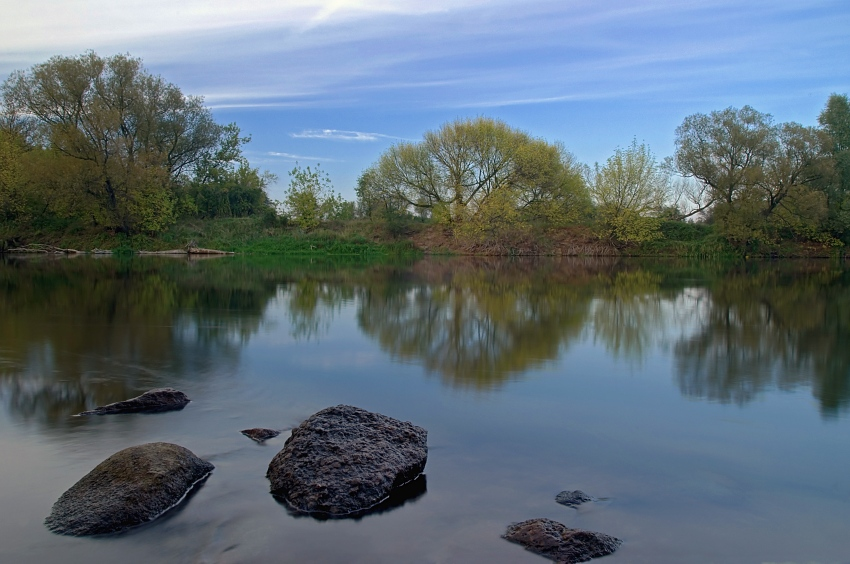
La Warta à Luboń.

## Personnalités
- Stanisław Streich (1902-1938), prêtre, fondateur de la paroisse Saint-Jean-Bosco, tué par un militant communiste dans l'église Saint-Jean-Bosco, béatifié en 2025.

## Voies de communication
Les routes voïvodales 430 (qui relie Poznań à Mosina) passe par la ville.

La sortie  8 Poznań Luboń de l'autoroute polonaise A2 dessert la ville.